# Clemens Wortel
Clemens Wortel (* 18. November 1947) ist ein niederländischer Badmintonspieler. 

## Karriere
Clemens Wortel siegte 1973 erstmals bei den nationalen Titelkämpfen in den Niederlanden, wobei er im Herrendoppel mit Huub van Ginneken erfolgreich war. Ein Jahr später gewann er den Titel im Mixed. 1971 und 1976 war er bei den Belgian International erfolgreich, 1982 und 1983 bei den Malta International.

## Sportliche Erfolge
| Saison | Veranstaltung                      | Disziplin    | Platz | Name                               |
| ------ | ---------------------------------- | ------------ | ----- | ---------------------------------- |
| 1971   | Belgian International              | Mixed        | 1     | Clemens Wortel / Tonny Pannemans   |
| 1973   | Niederlande: Einzelmeisterschaften | Herrendoppel | 1     | Huub van Ginneken / Clemens Wortel |
| 1975   | Niederlande: Einzelmeisterschaften | Herrendoppel | 1     | Clemens Wortel / Guus de Vogel     |
| 1976   | Belgian International              | Mixed        | 1     | Clemens Wortel / Hanke de Kort     |
| 1982   | Malta International                | Herreneinzel | 1     | Clemens Wortel                     |
| 1983   | Malta International                | Mixed        | 1     | Clemens Wortel / Barbara Kolander  |